# Jefferson Andrade Siqueira
Jefferson Andrade Siqueira, o semplicemente Jéffe o Jefferson (Guarulhos, 6 gennaio 1988), è un calciatore brasiliano, attaccante dell'Atletico Pontinia.

## Biografia
Possiede il passaporto italiano.

## Caratteristiche tecniche
È un centravanti. Data la sua altezza è abile nei colpi di testa. 

## Carriera
Inizia a giocare a calcio nelle giovanili del Paraná. Il 7 luglio 2008 firma un quinquennale con la Fiorentina. Il 10 agosto 2009 passa in prestito al Frosinone, in Serie B. L'8 gennaio 2010 viene girato in prestito al Cassino, in Lega Pro Seconda Divisione. Il 1º luglio 2010 passa in prestito all'Eupen, nel campionato belga.
L'8 luglio 2011 viene girato in prestito al Latina, in Lega Pro Prima Divisione, che il 4 luglio 2012 acquista l'attaccante in comproprietà. Il 21 aprile 2013 la squadra vince la Coppa Italia Lega Pro, battendo in finale il Viareggio. Termina la stagione – conclusa con la promozione dei pontini in Serie B – segnando 11 reti in 34 presenze. Il 21 giugno 2013 viene riscattato alle buste dal Latina.
Il 5 agosto 2014 viene acquistato a titolo definitivo al Livorno, in Serie B. Il 7 luglio 2015 torna al Latina, firmando un contratto biennale. Il 5 gennaio 2016 passa in prestito con diritto di riscatto alla Casertana, in Lega Pro. Il 31 agosto 2016 viene ingaggiato a titolo definitivo dal Teramo, che il 14 gennaio 2017 lo cede alla Viterbese. Il 23 agosto 2018 viene tesserato dal Monza, in Serie C. Il 7 gennaio 2019 viene ceduto in prestito alla Giana Erminio.
Il 2 settembre 2019 viene ceduto a titolo definitivo al Monopoli. Il 10 agosto 2020 si trasferisce al Padova, firmando un contratto annuale. Il 29 gennaio 2021 passa in prestito al Catanzaro. Il 27 agosto 2021 torna per la terza volta al Latina, in Serie C. Termina la stagione segnando 7 reti in 30 presenze.
Il 17 settembre 2022 firma un contratto annuale con il Catania, ammesso in sovrannumero in Serie D, dopo il fallimento avvenuto nei mesi precedenti. Il 19 marzo la squadra vince il campionato con sei giornate d'anticipo, ritornando così fra i professionisti.
L'8 Settembre 2023 viene ufficializzato come nuovo attaccante della Fidelis Andria, squadra che milita nel girone H del campionato di Serie D

## Statistiche

### Presenze e reti nei club
Statistiche aggiornate al 18 maggio 2024.
| Stagione         | Squadra             | Campionato       | Campionato | Campionato | Coppe nazionali | Coppe nazionali | Coppe nazionali | Coppe continentali | Coppe continentali | Coppe continentali | Altre coppe | Altre coppe | Altre coppe | Totale | Totale |
| Stagione         | Squadra             | Comp             | Pres       | Reti       | Comp            | Pres            | Reti            | Comp               | Pres               | Reti               | Comp        | Pres        | Reti        | Pres   | Reti   |
| ---------------- | ------------------- | ---------------- | ---------- | ---------- | --------------- | --------------- | --------------- | ------------------ | ------------------ | ------------------ | ----------- | ----------- | ----------- | ------ | ------ |
| 2008-2009        | Fiorentina          | A                | 0          | 0          | CI              | 0               | 0               | UCL+CU             | 0                  | 0                  | -           | -           | -           | 0      | 0      |
| 2009-gen. 2010   | Frosinone           | B                | 4          | 0          | CI              | 0               | 0               | -                  | -                  | -                  | -           | -           | -           | 4      | 0      |
| gen.-giu. 2010   | Cassino             | 2D               | 12         | 6          | CI-LP           | -               | -               | -                  | -                  | -                  | -           | -           | -           | 12     | 6      |
| 2010-2011        | Eupen               | D1               | 10+7       | 0+3        | CB              | 2               | 1               | -                  | -                  | -                  | -           | -           | -           | 19     | 4      |
| 2011-2012        | Latina              | 1D               | 19         | 9          | CI+CI-LP        | 1+1             | 0               | -                  | -                  | -                  | -           | -           | -           | 21     | 9      |
| 2012-2013        | Latina              | 1D               | 23+4       | 7+1        | CI-LP           | 7               | 3               | -                  | -                  | -                  | -           | -           | -           | 34     | 11     |
| 2013-2014        | Latina              | B                | 26+4       | 5          | CI              | 0               | 0               | -                  | -                  | -                  | -           | -           | -           | 30     | 5      |
| 2014-2015        | Livorno             | B                | 15         | 2          | CI              | 1               | 0               | -                  | -                  | -                  | -           | -           | -           | 16     | 2      |
| 2015-gen. 2016   | Latina              | B                | 13         | 1          | CI              | 1               | 0               | -                  | -                  | -                  | -           | -           | -           | 14     | 1      |
| gen.-giu. 2016   | Casertana           | LP               | 11+1       | 3          | CI+CI-LP        | -               | -               | -                  | -                  | -                  | -           | -           | -           | 12     | 3      |
| 2016-gen. 2017   | Teramo              | LP               | 8          | 3          | CI+CI-LP        | 0               | 0               | -                  | -                  | -                  | -           | -           | -           | 8      | 3      |
| gen.-giu. 2017   | Viterbese Castrense | LP               | 10+1       | 3+1        | CI-LP           | -               | -               | -                  | -                  | -                  | -           | -           | -           | 11     | 4      |
| 2017-2018        | Viterbese Castrense | C                | 20+5       | 8+2        | CI-C            | 4               | 2               | -                  | -                  | -                  | -           | -           | -           | 29     | 12     |
| Totale Viterbese | Totale Viterbese    | Totale Viterbese | 30+6       | 11+3       |                 | 4               | 2               |                    | -                  | -                  |             | -           | -           | 40     | 16     |
| 2018-gen. 2019   | Monza               | C                | 13         | 1          | CI+CI-C         | 0               | 0               | -                  | -                  | -                  | -           | -           | -           | 13     | 1      |
| gen.-giu. 2019   | Giana Erminio       | C                | 13         | 2          | CI-C            | -               | -               | -                  | -                  | -                  | -           | -           | -           | 13     | 2      |
| 2019-2020        | Monopoli            | C                | 20         | 5          | CI-C            | 1               | 0               | -                  | -                  | -                  | -           | -           | -           | 21     | 5      |
| 2020-gen. 2021   | Padova              | C                | 8          | 0          | CI              | 1               | 0               | -                  | -                  | -                  | -           | -           | -           | 9      | 0      |
| gen.-giu. 2021   | Catanzaro           | C                | 6+1        | 0          | CI              | -               | -               | -                  | -                  | -                  | -           | -           | -           | 7      | 0      |
| 2021-2022        | Latina              | C                | 30         | 7          | CI-C            | -               | -               | -                  | -                  | -                  | -           | -           | -           | 30     | 7      |
| Totale Latina    | Totale Latina       | Totale Latina    | 111+8      | 29+1       |                 | 10              | 3               |                    | -                  | -                  |             | -           | -           | 129    | 33     |
| 2022-2023        | Catania             | D                | 21+1       | 8          | CI-D            | -               | -               | -                  | -                  | -                  | -           | -           | -           | 22     | 8      |
| 2023-2024        | Fidelis Andria      | D                | 22         | 2          | CI-D            | 1               | 0               | -                  | -                  | -                  | -           | -           | -           | 23     | 2      |
| Totale carriera  | Totale carriera     | Totale carriera  | 328        | 79         |                 | 19              | 6               |                    | 0                  | 0                  |             | -           | -           | 347    | 85     |

## Palmarès

### Club

#### Competizioni statali
- Campionato Paranaense: 1

Paraná: 2006

#### Competizioni nazionali
- Coppa Italia Lega Pro: 1

Latina: 2012-2013
- Serie D: 1

Catania: 2022-2023 (Girone I)